# العلاقات الطاجيكية القرغيزستانية
العلاقات الطاجيكستانية القيرغيزستانية هي العلاقات الثنائية التي تجمع بين طاجيكستان وقيرغيزستان.

## مقارنة بين البلدين
هذه مقارنة عامة ومرجعية للدولتين:
| وجه المقارنة                                              | طاجيكستان                          | قيرغيزستان                      |
| --------------------------------------------------------- | ---------------------------------- | ------------------------------- |
| المساحة (كم2)                                             | 143.10 ألف                         | 199.95 ألف                      |
| عدد السكان (نسمة)                                         | 8.92 مليون                         | 6.20 مليون                      |
| الكثافة السكانية (ن./كم²)                                 | 62.33                              | 31.01                           |
| العاصمة                                                   | دوشنبه                             | بيشكك                           |
| اللغة الرسمية                                             | اللغة الطاجيكية                    | اللغة الروسية، اللغة القيرغيزية |
| العملة                                                    | ساماني طاجيكي، الروبل الطاجيكستاني | سوم قيرغيزستاني                 |
| الناتج المحلي الإجمالي (بليون دولار)                      | 7.15 مليار                         | 7.56 مليار                      |
| الناتج المحلي الإجمالي (تعادل القوة الشرائية) بليون دولار | 24.03 مليار                        | 20.45 مليار                     |
| الناتج المحلي الإجمالي الاسمي للفرد دولار أمريكي          | 925                                | 1.10 ألف                        |
| الناتج المحلي الإجمالي للفرد دولار أمريكي                 | 2.69 ألف                           |                                 |
| مؤشر التنمية البشرية                                      | 0.624                              | 0.655                           |
| رمز المكالمات الدولي                                      | +992                               | +996                            |
| رمز الإنترنت                                              | .tj                                | .kg                             |
| المنطقة الزمنية                                           | ت ع م+05:00                        | ت ع م+06:00                     |

## منظمات دولية مشتركة
يشترك البلدان في عضوية مجموعة من المنظمات الدولية، منها:
| علم المنظمة | اسم المنظمة                             | تاريخ انضمام طاجيكستان | تاريخ انضمام قيرغيزستان |
| ----------- | --------------------------------------- | ---------------------- | ----------------------- |
|             | مؤسسة التنمية الدولية                   | 4 يونيو 1993           | 24 سبتمبر 1992          |
|             | منظمة الأمن والتعاون في أوروبا          | 30 يناير 1992          | 30 يناير 1992           |
|             | مؤسسة التمويل الدولية                   | 2 ديسمبر 1994          | 11 فبراير 1993          |
|             | منظمة شانغهاي للتعاون                   | 26 أبريل 1996          | 26 أبريل 1996           |
|             | منظمة حظر الأسلحة الكيميائية            | ?                      | ?                       |
|             | الأمم المتحدة                           | 2 مارس 1992            | 2 مارس 1992             |
|             | الاتحاد الدولي للاتصالات                | 28 أبريل 1994          | 20 يناير 1994           |
|             | منظمة التعاون الإسلامي                  | ?                      | ?                       |
|             | منظمة الشرطة الجنائية الدولية           | ?                      | ?                       |
|             | الاتحاد البريدي العالمي                 | ?                      | ?                       |
|             | البنك الدولي للإنشاء والتعمير           | 4 يونيو 1993           | 18 سبتمبر 1992          |
|             | وكالة ضمان الاستثمار متعدد الأطراف      | 9 ديسمبر 2002          | 21 سبتمبر 1993          |
|             | Central Asian Cooperation Organization ‏ | ?                      | ?                       |
|             | بنك التنمية الآسيوي                     | 1998                   | 1994                    |
|             | يونسكو                                  | 6 أبريل 1993           | 2 يونيو 1992            |